# Taşlımüsellim, Lalapaşa
Taşlımüsellim là một xã thuộc huyện Lalapaşa, tỉnh Edirne, Thổ Nhĩ Kỳ. Dân số thời điểm năm 2011 là 284 người.